# Liste der Straßen und Plätze in Flensburg/G
| Name                                                  | Hintergrund | Koordinate                               | Schild |
| ----------------------------------------------------- | --- | ---------------------------------------- | ------ |
| Gammeldamm Gammeldam                                  | Der Name bedeutet „Alter Teich“. Nordöstlich der Straße befindet sich offenbar der besagte Teich. Die Straße Gammeldamm verläuft offensichtlich östlich des angrenzenden Rasenplatzes in Form eines kleineren Weges zum „Alten Teich“ weiter. | Lage, Fruerlund (PLZ 24943)              |        |
| Gartenstadtallee                                      | Straße durch die Gartenstadt Weiche. | Lage, Weiche (PLZ 24941)                 |        |
| Gartenstraße Havegade                                 | Anfang des 19. Jahrhunderts befand sich dort der große sehenswerte Garten des Kaufmanns und deputierten Bürgers Jacob Kall. Der besagte Garten erstreckte sich in Form von Terrassen offenbar vom Junkerhohlweg bis hinunter zur Gartenstraße. Am 11. Februar 1876 erhielt die Gartenstraße letztlich ihren Namen. Ein Jahr danach wurde unweit der Straße die Duburg-Kaserne errichtet. Offensichtlich wurde das Umfeld in der Zeit danach schrittweise bebaut. Beispielsweise wurde von 1878 bis 1880 das Schulgebäude Duburger Straße 14 errichtet. Im Jahr 1908 zogen Prostituierte aus der Norderfischerstraße in der Gartenstraße 11 ein. Das damals gut besuchte Bordell soll angeblich unter dem Schutz einiger Ordnungshüter gestanden haben. Es verblieben offensichtlich einige wenige Grünflächen an der Gartenstraße. Von 2016 bis 2019 wurde am Anfang der Gartenstraße der dänisch benannte Wohnkomplex Skolehaven (teilweise auch: Skolegaarden genannt), deutsch „Schulgarten“, realisiert. | Lage, Neustadt (PLZ 24939)               |        |
| Gärtnerwinkel                                         | Eine größere Gärtnerei befand sich in dem Bereich Tarups nie. Im Gärtnerwinkel stehen Einzelhäuser mit zugehörigen Gärten. Die Hausbesitzer der „gartenreichen“ Straße „gärtnern“ offensichtlich hin und wieder. | Lage, Tarup (PLZ 24943)                  |        |
| Gasstraße Gasgade                                     | Nach der früheren Gasanstalt benannt, die dort 1854 vom englischen Eisenbahnunternehmer Samuel Morton Peto nahe Galwik eingerichtet worden war. Sie erzeugte aus Kohle sogenanntes Leuchtgas, das zur Beleuchtung verwendet wurde. Später siedelten sich unweit der Gasstraße die Stadtwerke Flensburg an. Zahlreiche Straßen Deutschlands tragen ebenfalls den Namen „Gasstraße“. | Lage, Neustadt/Nordstadt (PLZ 24939)     |        |
| Gaußweg Gaußvej                                       | Benannt nach dem Mathematiker, Astronomen, Geodäten und Physiker Carl Friedrich Gauß (1777–1855). | Lage, Jürgensby (PLZ 24943)              |        |
| Geestbogen                                            | Benannt nach der Geest. Der Geest-Boden des westlich gelegenen Stadtteils ist weniger fruchtbar als der Boden auf der Ostseite der Stadt (vgl. Angeln (Halbinsel) sowie Schleswig-Holsteinisches Hügelland). | Lage, Weiche (PLZ 24941)                 |        |
| * Gerhard-Küntscher-Straße Gerhard Küntschers Gade    | Benannt nach dem Chirurgen Gerhard Küntscher (1900–1972), der die Marknagelung erfand. Küntscher starb 1972 in Glücksburg. — 1983 wurde die kleine Sackgasse nahe dem Christiansenpark nach Küntscher benannt. Die benachbarte Sackgasse wurde zeitgleich nach einem weiteren Arzt benannt, nämlich nach Wilhelm Mensinga. 2012 wurde die Gerhard-Küntscher-Straße trotz des Protestes von 25 Anwohnern in Schervier-Straße umbenannt. Begründet wurde die Umbenennung damit, dass ein Jahr zuvor bekannt geworden war, dass Küntscher sehr früh NSDAP- und SA-Mitglied war. Karriere machte er bei den Nazis zwar nicht, doch soll er einen jüdischen Kollegen denunziert und ihn damit zur Emigration gezwungen haben. | Lage, Friesischer Berg (PLZ 24937)       |        |
| Gerhart-Hauptmann-Straße Gerhart Hauptmanns Gade      | Benannt nach dem schlesischen Dramatiker und Schriftsteller Gerhart Hauptmann (1862–1946). | Lage, Freuerlund (PLZ 24943)             |        |
| Gerstenstieg                                          | Die abzweigenden Straßen westlich und südlich der Gartenstadtallee wurden mit ihrer Benennung mit verschiedenen Getreidesorten in Zusammenhang gebracht. | Lage, Weiche (PLZ 24941)                 |        |
| Gertrudenstraße Gertrudsgade                          | Vgl. St. Gertrud (Flensburg) | Lage, Westliche Höhe (PLZ 24939)         |        |
| Geschlossenheck                                       | Vgl. Blocksberg (Flensburg); Die Straße besitzt zwei Straßenschilder. Das erste Schild enthält die Aufschrift „Geschlossenheck Stadt Flensburg“ und das zweite die Aufschrift „Geschlossenheck Gemeinde Wees“. | Lage, Mürwik (PLZ 24944)                 |        |
| Geschwister-Scholl-Straße Søskendeparret Scholls Gade | Benannt nach den Geschwistern Scholl, den Mitgliedern der Widerstandsgruppe gegen die Diktatur des Nationalsozialismus, der Weißen Rose. Benachbarte Straßen wurden nach weiteren Widerstandskämpfern benannt. | Lage, Westliche Höhe (PLZ 24937)         |        |
| Getreideweg                                           | Die abzweigenden Straßen westlich und südlich der Gartenstadtalle wurden mit ihrer Benennung mit verschiedenen Getreidesorten in Zusammenhang gebracht. | Lage, Weiche (PLZ 24941)                 |        |
| * Gezeh-Weg                                           | Der Namenshintergrund ist unklar. Das Wegschild steht bei der Jahrtausendallee. Siehe unter Jahrtausendallee. | Lage, Tarup                              |        |
| Ginsterweg                                            | Benannt nach der Pflanzengattung Ginster. Ginster bildet keinen Nektar. Sämtliche Pflanzenteile des Ginsters sind grundsätzlich giftig. Die Bestäubung erfolgt dennoch oft durch Bienen und Hummeln. Teilweise aber auch durch Selbstbestäubung. Die Nachbarstraßen sind größtenteils nach Pflanzen und Tieren benannt. Nördlich liegt der Getreideweg. Getreide ist natürlich essbar, im Gegensatz zum Ginster. Die Benennung erfolgte also nicht auf Grund einer wirklichen Gruppenbenennung von Straßen in diesem Bereich der Stadt. | Lage, Weiche (PLZ 24941)                 |        |
| Glatzer Weg Glatzvej                                  | Mit dem Ende des Zweiten Weltkrieges kamen viele Flüchtlinge und Heimatvertriebene nach Flensburg. Die Stadt wuchs. Viele Flensburger Straßennamen erinnern an die alte Heimat von Zugewanderten, so auch dieser. | Lage, Fruerlund (PLZ 24943)              |        |
| Gletscherbogen                                        | Die Straße liegt in Weiche. | Lage, Weiche (PLZ 24941)                 |        |
| Glücksburger Straße Lyksborggade                      | Führt vom Hafermarkt nach Engelsby. Von dort kann man weiter Richtung Glücksburg fahren. | Lage, Jürgensby/Engelsby (PLZ 24943)     |        |
| Gneisenauweg Gneisenauvej                             | Mit dem Ende des Zweiten Weltkrieges kamen viele Flüchtlinge und Heimatvertriebene nach Flensburg. Die Stadt wuchs. Viele Flensburger Straßennamen erinnern an die alte Heimat von Zugewanderten, so auch dieser. | Lage, Mürwik (PLZ 24944)                 |        |
| * Goldener-Scheckenfalter-Savanne                     | Siehe unter Johannes-Mejer-Weg oder Schmetterlingsweg. | Lage, Weiche                             |        |
| Goerdelerstraße Goerdelergade                         | Benannt nach dem Widerstandskämpfer gegen den Nationalsozialismus Carl Friedrich Goerdeler (1884–1945). Benachbarte Straßen wurden nach weiteren Widerstandskämpfern benannt. | Lage, Westliche Höhe (PLZ 24937)         |        |
| Gorch-Fock-Weg Gorch Focks Vej                        | Die Straße im Stadtteil Westliche Höhe, wurde nach dem Schriftsteller Gorch Fock (1880–1916) benannt. Das Segelschulschiff Gorch Fock, das ebenfalls nach Gorch Fock benannt ist, hat seinen Kommandohafen bei der Marineschule Mürwik. Eines der Gebäude der Marineschule trägt zudem den Namen Gorch-Fock-Haus. | Lage, Westliche Höhe (PLZ 24939)         |        |
| Graf-Zeppelin-Straße Grev Zeppelins Gade              | Benannt nach Ferdinand von Zeppelin (1838–1917), dem Begründer des Starrluftschiffbaus. | Lage, Weiche (PLZ 24941)                 |        |
| Gravensteiner Weg Gråstenvej                          | Nach der Stadt Gravenstein, die nach dem dortigen Schloss Gravenstein benannt wurde. Der ursprüngliche, eigentliche Name der Stadt und des Schlosses war Grauenstein. Der Buchstabe "V" wurde in deutschen Texten früher als "U" ausgesprochen, Im Dänischen wird das "V" noch als "U" ausgesprochen. Der Wandel der Aussprache spielt so auch in der Redewendung Ein "X" für ein "U" vormachen eine Rolle. Die benachbarte Straße erhielt den Namen Alsenstraße, nach der Insel Alsen, nicht weit entfernt von Gravenstein. Vgl. auch: Gravensteiner (eine Apfelsorte) | Lage, Nordstadt (PLZ 24939)              |        |
| Grenzgau                                              | Nach der gemeinnützigen Wohnungsbaugenossenschaft Grenzgau benannt. | Lage, Jürgensby (PLZ 24943)              |        |
| Grenzstraße                                           | Straße an der Grenze nach Harrislee. Sie liegt heute westlich der Westtangente. 1972 wurde die Grenze zwischen Flensburg und Harrislee auf den Verlauf der Westtangente angepasst, so dass die Tangente heute über eine weite Strecke die Grenze bildet und die Grenzstraße offensichtlich nicht mehr zu Flensburg gehört. | Lage, Harrislee (PLZ 24955)              |        |
| Greta-Korn-Straße Greta Korns Gade                    | Benannt nach Greta Korn (1899–1989). Sie war Tochter des Inhabers der Bavaria-St. Pauli-Brauerei in Hamburg-Altona. 1923 heiratete sie Karl Schmidt, einen Flensburger Reeder. Nach dessen Tod übernahm sie unter Mithilfe der Familie die Geschäftsführung der Reederei. Nach dem Zweiten Weltkrieg begann der erfolgreiche Wiederaufbau der Reederei. 1959 war die Reederei die größte in Flensburg. Seit 1955 betätigte sich Greta Korn auch kommunalpolitisch. Als Ratsherrin wurde sie Mitglied des Kulturausschusses. 1961 schied Greta Korn schließlich aus dem Vorstand der Reederei aus. Sie blieb aber Mitglied des Aufsichtsrates und Hauptaktionärin. Ein Jahr später endete auch ihre kommunalpolitische Tätigkeit. | Lage, Engelsby (PLZ 24943)               |        |
| Grönlandgang Grønlandsgang                            | Der Straßenname erinnert an die Walfangzeit, mit den auch von Flensburg ausgehenden Grönlandfahrten vom 18. bis zum 19. Jahrhundert. Der Gang, in dem sich die letzte Tranbrennerei Flensburgs befand, wurde 1913 offiziell als „Grönlandgang“ benannt. | Lage, Neustadt (PLZ 24939)               |        |
| Große St.-Jürgen-Treppe                               | Anderer Name für die St.-Jürgen-Treppe, zur Abgrenzung zur Kleinen St.-Jürgen-Treppe. | Lage, Jürgensby (PLZ 24943)              |        |
| Große Straße Storegade                                | Siehe Große Straße | Lage, Flensburger Innenstadt (PLZ 24937) |        |
| Grüne Linie                                           | Links und rechts des Weges befinden sich offensichtlich viele, kleine, grüne Rasenflächen. | Lage, Weiche (PLZ 24941)                 |        |
| Grüner Weg Grønne Vej                                 | Ein volkstümlich benannter Weg bei der Marienhölzung, der schon Mitte des 19. Jahrhunderts so genannt wurde. Ende des 19. Jahrhunderts wurde dort eine Gärtnerei beziehungsweise eine Baumschule eingerichtet. Heute befindet sich am Grünen Weg eine Schrebergartensiedlung. | Lage, Westliche Höhe (PLZ 24941)         |        |
| * Grünes Hufeisen                                     | Ein innerstädtischer Wanderweg, der seit 2014 ausgeschildert ist. Der Wanderweg führt vom Ballastkai hinauf durchs Lautrupsbachtal bis zum Bereich Engelsby-Dorf. Von dort führt er über den Engelsbyer Weg ins Osbektal, um schließlich bei Sonwik zu enden. | Lage, Fruerlund/Mürwik                   |        |
| Gruuslandweg                                          | Der Grus, beziehungsweise lehmige Kies der Flensburger Gegend, stammt aus der Eiszeit. Der Name bedeutet also im Grunde „Kieslandweg“. | Lage, Mürwik (PLZ 24944)                 |        |
| Gutenbergstraße Gutenbergsgade                        | Benannt nach Johannes Gutenberg (1400–1468), dem Erfinder des modernen Buchdrucks. Ende der 1950er-Jahre, als die Straße noch Boschstraße hieß, erwarb die Unternehmerin Beate Uhse, beziehungsweise Beate Rotermund, vom Versandhaus für Ehehygiene, wie die Beate Uhse AG damals noch hieß, ein Grundstück bei der Nummer 12, um im Industriegebiet Süd ihr neues Stammhaus zu errichten. Der technisch klingende Straßenname Boschstraße, der „künftig auf jedem Brief ihres Versandhandels gestanden hätte“, gefiel Rotermund nicht. Wegen ihres florierenden Geschäftes mit Druckerzeugnissen – die kleine betriebseigene Förde-Druckerei sollte dort ebenfalls ansässig sein – kam ihr die Idee nach dem Mainzer Buchdruck-Erfinder Johannes Gutenberg. So benannte die Stadt Flensburg auf ihre Veranlassung hin 1960 die Straße in Gutenbergstraße um. (Heutzutage trägt im Übrigen noch eine benachbarte, kurze Straße den Namen Boschstraße).                                                      | Lage, Südstadt (PLZ 24941)               |        |

Fußnoten
1. ↑  Vgl. mit dem alten Foto in: Fruerlund, Stadtumbau in Flensburg, Ein Quartier erfindet sich neu, Flensburg 2016, Seite 27
2. ↑  Dieter Pust: Flensburger Straßennamen. Gesellschaft für Flensburger Stadtgeschichte, Flensburg 2005, ISBN 3-925856-50-1, Artikel: Gartenstraße
3. ↑  Lutz Wilde: Denkmaltopographie Bundesrepublik Deutschland, Kulturdenkmale in Schleswig-Holstein. Band 2, Flensburg, S. 324 f.
4. ↑  Andreas Oeding, Broder Schwensen, Michael Sturm: Flexikon. 725 Aha-Erlebnisse aus Flensburg!, Flensburg 2009, Artikel: Prostitution
5. ↑  Gesellschaft für Flensburger Stadtgeschichte (Hrsg.): Flensburg in Geschichte und Gegenwart. Flensburg 1972, Seite 438
6. ↑  Flensburger Tageblatt: Flensburger Norden: Die Gartenstraße erblüht, vom: 19. März 2016; abgerufen am: 6. November 2019
7. ↑  Flensburger Tageblatt: Serie Top-Regional: Wie in der Flensburger Neustadt eine neue Stadt entsteht, 14. Mai 2019; abgerufen am: 6. November 2019
8. ↑  Flensburger Tageblatt: Flensburg: Hotel-Quintett auf der Expo Real, vom: Oktober 2011; abgerufen am: 8. November 2019
9. ↑  Zwischenbilanzierung Soziale Stadt in der Flensburger Neustadt, S. 47, vom: Mai 2013; abgerufen am: 8. November 2019
10. ↑  Dieter Pust: Flensburger Straßennamen. Gesellschaft für Flensburger Stadtgeschichte, Flensburg 2005, ISBN 3-925856-50-1, Artikel: Gärtnerwinkel
11. ↑  Vgl. Gesellschaft für Flensburger Stadtgeschichte (Hrsg.): Flensburg in Geschichte und Gegenwart. Flensburg 1972, Seite 438, Stichwort: Gartenstraße
12. ↑  Gesellschaft für Flensburger Stadtgeschichte (Hrsg.): Flensburg in Geschichte und Gegenwart. Flensburg 1972, Seite 402
13. ↑  NDR-Zeitreise: Gerhard Küntscher und der Marknagel, vom: 3. August 2014
14. ↑  Flensburger Tageblatt: Küntscher-Straße wird Schervier-Straße: Kein Platz für Dr. Küntscher, vom: 5. November 2012; abgerufen am: 1. März 2015
15. ↑  Vgl. Flensburger Tageblatt: Darf ein Nazi-Arzt einer Straße den Namen geben?, vom: 25. Juli 2011, abgerufen am: 1. März 2015
16. ↑  Dieter Pust ordnete den Wegnamen als Gruppennamen ein, was bei Betrachtung der Straßenbenennungen in der Nachbarschaft des Weges nicht richtig erscheint. Vgl. Dieter Pust: Flensburger Straßennamen. Gesellschaft für Flensburger Stadtgeschichte, Flensburg 2005, ISBN 3-925856-50-1, Artikel: Ginsterweg
17. ↑  Kieler Straßenlexikon, Autor Hans - G. Hilscher (Memento des Originals vom 2. April 2015 im Internet Archive)  Info: Der Archivlink wurde automatisch eingesetzt und noch nicht geprüft. Bitte prüfe Original- und Archivlink gemäß Anleitung und entferne dann diesen Hinweis., Artikel: Gravensteiner Straße; abgerufen am: 1. März 2015
18. ↑  Stadtarchiv Flensburg: Die Gemeinnützige Wohnungsbaugenossenschaft "Grenzgau"mbH tritt der Stadt Flensburg ...
19. ↑  Als Straße Flensburgs gelistet in: Stadtarchiv Flensburg: Straßen und Plätze G
20. ↑  Beiheft zum Flensburg-Atlas, Flensburg 1986, Seite 35
21. ↑  Benennung von Straßen Wohnbaugebiet “Kauslund-Osterfeld” (Bebauungsplan Nr. 232), S. 3
22. ↑  Flensburger Tageblatt: Stadtgeschichte: Einmalig: Flensburger Straßennamen, vom: 5. April 2018; abgerufen am: 5. April 2018
23. ↑  Flensburg. Freizeitangebote. Große St.-Jürgen-Treppe, abgerufen am: 12. November 2019
24. ↑  Stadt Flensburg. Beschlussblattaus der 16. Sitzung des Umwelt- und Planungsausschusses vom Dienstag, 09.12.2003, 16:00 Uhr. Antrag der CDU-FraktionGrünflächen in neuen Baugebieten, vom: 9. Dezember 2003; abgerufen am: 8. November 2019
25. ↑  Flensburger Tageblatt: Grünes Hufeisen: Pracht auf den zweiten Blick, vom: 8. Mai 2014; abgerufen am: 4. Juli 2020
26. ↑  Flensburger Tageblatt: Landschaft: Die Jäger des verlorenen Hufeisens, vom: 26. Juli 2016; 4. Juli 2020
27. ↑  Dieter Pust: Flensburger Straßennamen. Gesellschaft für Flensburger Stadtgeschichte, Flensburg 2005, ISBN 3-925856-50-1, Artikel: Gruuslandweg
28. ↑  Roland Müller: Beate Uhse. Vom Mut einer Frau (= Prominenten-Sternstunde. Band 4). 1. Auflage. Kiro Verlag, Schwedt 1994, ISBN 3-929220-31-8, Mainzer Namensimport, S. 25–27.